# Bossier City
La ville de Bossier City (en anglais [ˈboʊʒər]) est située dans la paroisse de Bossier, dans l’État de Louisiane, aux États-Unis. Elle se trouve face à Shreveport, sur la rive de la rivière Rouge du Sud. Sa population s’élevait à 61 315 habitants lors du recensement de 2010, estimée à 68 485 habitants en 2016.

## Histoire
En 1933, Bossier City commence d'accueillir la base de ce qui allait être la Barksdale Air Force Base, qui contribue beaucoup à l'économie de la région.
En 1830, la ville de Bossier est connue sous le nom Bluff Bennett. Son nom provient de William Bennett et de James Cane, propriétaires de plantations proches de la rivière Rouge.
En 1843, les parcelles sont divisées en Natchitoches, Claiborne et Bossier. La parcelle Bossier vient de Pierre Evariste John Baptiste Bossier. Pierre Bossier était un général créole, il est devenu un producteur de coton à Bossier. Il est considéré comme l'un des premiers colons dans la région.
Dans les années 1840, la « Grande Migration de l'Ouest » a commencé et la population dans la région s'est accrue. Les premiers colons ont traversé la région sur le chemin de l'ouest sauvage. En 1850, plus de 200 wagons par semaine traversaient Bossier. Certains de ces colons sont restés.

## Source
- (en) Cet article est partiellement ou en totalité issu de l’article de Wikipédia en anglais intitulé « Bossier City, Louisiana » (voir la liste des auteurs).